# Tomislav Čošković
Tomislav Čošković (Zagreb, 22. travnja 1979.), hrvatski je odbojkaš. Pozicija mu je primač. Visok je 199 cm. 
Igrao je za HAOK Mladost 1999. – 2001., innsbručki Tirol 2001. – 2002., Rennes Étudiants Club 2002. – 2004., TLM Tourcoing 2004. – 2005., pirejskim Olympiakos 2005. – 2006., Lokomotiv iz Novosibirska 2006. – 2007. te od 2007. za Fenerbahçe.
Osvojio je tursko prvenstvo 2007./08., 2009./10., 2010./11. te turski kup 2008./09. godine. Iste je godine bio doprvak turskog prvenstva. 2009./10. bio je balkanski prvak.
Igrao je za hrvatsku reprezentaciju na svjetskom prvenstvu 2002., na europskom prvenstvu 2001., 2003., 2005. i 2007., u Europskoj ligi 2004. te 2008. u europskim kvalifikacijama za Olimpijske igre.
16. srpnja 2010. direktor Fenerbahçea Hakan Dinçay najavio je da je turski predsjednik Abdullah Gül potpisao dokumente kojim je Čošković dobio tursko državljanstvo. Igrat će za tursku reprezentaciju ako mu to dopusti Međunarodna odbojkaška federacija.
Turski navijači zovu ga Cosko.

## Vanjske poveznice
- Profil